# Jeju dog
Il cane Jeju o cane Cheju (Hangul: 제주 개; Hanja: 濟 州 犬), o anche Cheju Dog, Chaeju e JejuGae, è una razza molto antica e si ritiene che sia stata introdotta nell'isola di Cheju nello stretto coreano circa 5.000 anni fa dai cinesi.

## Storia
Questa razza è stata salvata dall'orlo dell'estinzione nel 1986, quando solo tre esemplari si trovano su tutta l'Isola di Jeju in Corea del Sud. Da allora, un'aggressiva campagna di allevamento ha prodotto una popolazione attuale di circa 300 esemplari. Tuttavia, si stima che la popolazione di cani Jeju "di razza pura'' sia solo di circa 69 al settembre 2010.
Nel 2010, la Corea ha designato il cane Jeju come animale patrimonio nazionale, cosa che consentirà la successiva protezione nazionale. Prima di questo, non rimanevano abbastanza animali per consentire tale distinzione.
Le iniziative di protezione includono un'asta  indetta nel 2017 dall'Istituto di bestiame di Jeju per tutti coloro che sono interessati ad adottare uno dei 20 cuccioli. Secondo l'istituto, l'obiettivo era quello di continuare ad allevare e preservare il cane Jeju dopo essere stato criticato per la vendita dei cuccioli.

## Caratteristiche
Il Cheju Dog, la più grande razza di cani coreana, è simile ai cani Jindo in termini di colore e taglia, ma il Cheju Dog ha la coda appuntita che lo differenzia. Sono veloci, leali e sono compagni di caccia ideali quando cacciano fagiani, cervi e tassi.
I cani Jeju hanno la fronte ampia e appuntita. In molti modi, le femmine sembrano volpi in termini di lunghezza e larghezza, mentre i maschi sembrano quasi identici ai lupi. Hanno il mantello solamente castano fulvo.